# ダルミネ
ダルミネ（伊: Dalmine  ( 音声ファイル)）は、イタリア共和国ロンバルディア州ベルガモ県にある、人口約2万3000人の基礎自治体（コムーネ）。

## 地理

### 位置・広がり
ベルガモ県のコムーネ。県都ベルガモから南西へ8km、州都ミラノから東北東へ38kmの距離にある。

#### 隣接コムーネ
隣接するコムーネは以下の通り。
- ボナーテ・ソット
- フィラーゴ
- ラッリオ
- レヴァーテ
- オージオ・ソプラ
- ステッツァーノ
- トレヴィオーロ

### 地震分類

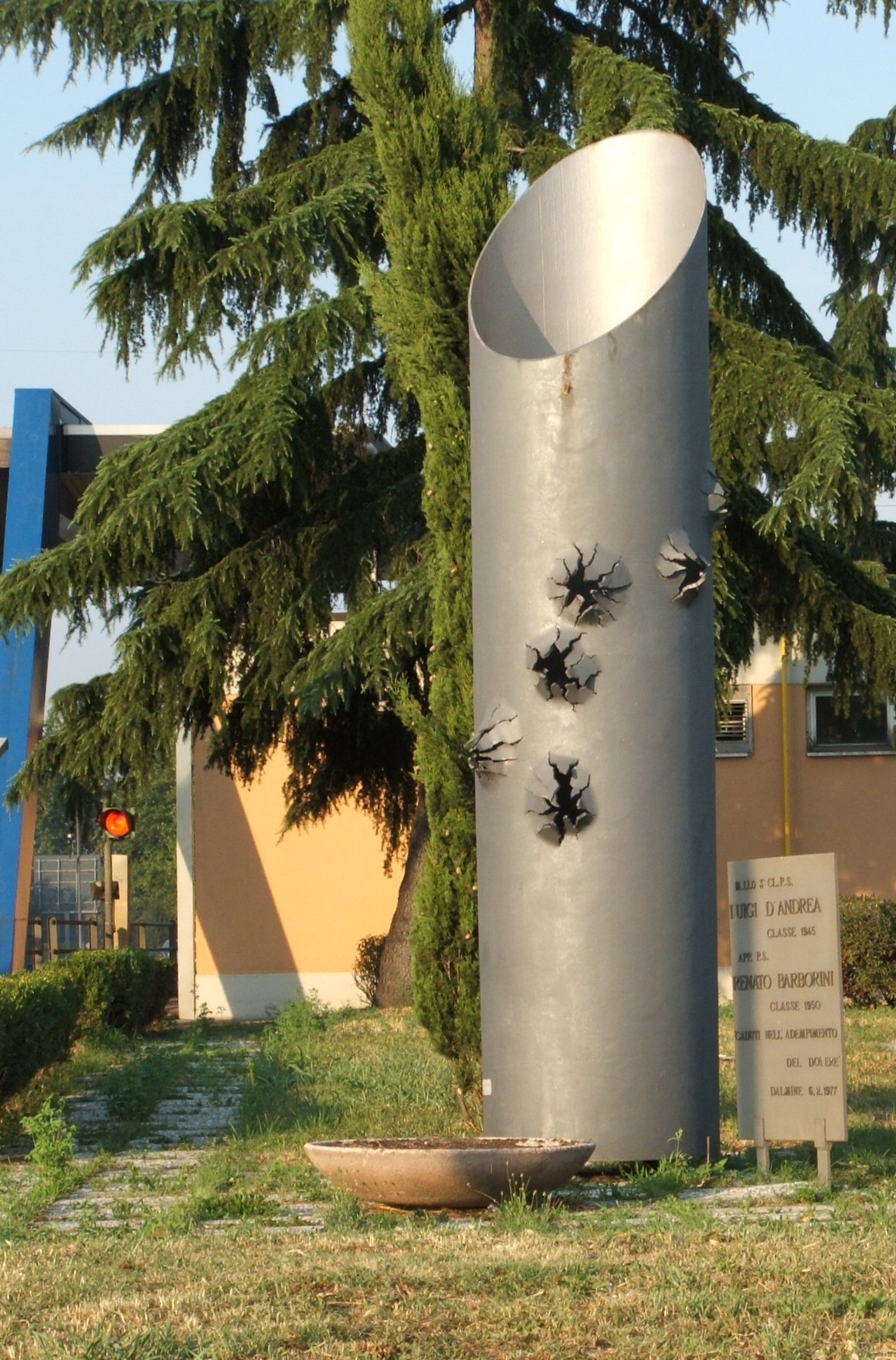
Monumento casello autostradale

イタリアの地震リスク階級 (it) では、3 に分類される
。